# Gustave Ramaciotti

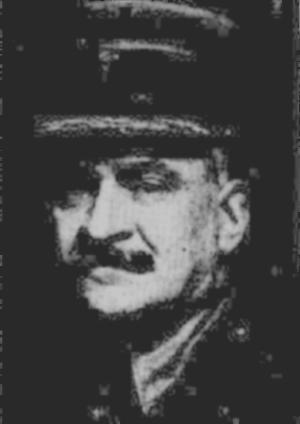
Gustave Ramaciotti

Gustave Mario Ramaciotti (* 13. März 1861 in Livorno; † 6. Dezember 1927 in Melbourne) war ein italienisch-australischer Theaterunternehmer und Soldat.
Ramaciotti kam als Jugendlicher nach Australien und wurde 1878 Soldat der Rockhampton Volunteers der Queensland  Defence  Force. Er erhielt 1880 die australische Staatsbürgerschaft, heiratete 1882, arbeitete als Gerichtsschreiber und wurde Mitarbeiter des Anwaltsbüros Minter, Simpson & Co. in Sydney. 1904 wurde er Partner der Theaterunternehmer James Cassius Williamson und George Tallis. 1911 verkaufte er seine Anteile an dem Unternehmen und kaufte das Theatre Royal in Sydney und das Sutton Hotel.
Daneben verfolgte Ramaciotti stets seine militärische Laufbahn. Er wurde 1890 Leutnant beim 2. Infanterieregiment, wurde 1894 zum Hauptmann, 1904 zum Major und 1909 zum Oberstleutnant und Kommandeur des 1. Bataillons des 2. Australischen Infanterieregiments befördert. Nach Aufgabe seiner geschäftlichen Tätigkeit war er 1911 kurze Zeit bei den Royal Dublin Fusiliers in Aldershot und beteiligte sich dann in der italienischen Armee am Italienisch-Türkischen Krieg. 1912 erhielt er das Kommando über das 24. Infanteriebataillon, 1913–14 hatte er das Kommando über die 11. Infanteriebrigade im Rang eines Obersts. Einen Bericht über seine Kriegserfahrungen veröffentlichte er 1912 in London unter dem Titel Tripoli, a Narrative of the Principal Engagements of the Italian-Turkish War during the Period 23 October 1911 to 15 June 1912.
Im Ersten Weltkrieg wurde Ramaciotti aus gesundheitlichen und Altersgründen nicht mehr in Übersee eingesetzt. Er beteiligte sich an der Mobilisierung von Truppen in Sydney und war von 1915 bis 1917 Kommandant in New South Wales. 1917 wurde er Generalinspektor der Verwaltung des Armeehauptquartiers in Melbourne. Im gleichen Jahr wurde er mit dem Order of St Michael and St George ausgezeichnet, bei seiner Deaktivierung 1920 zum Generalmajor befördert. Seinen Ruhestand verbrachte Ramaciotti in Italien, er starb aber während eines Australienbesuchs in Melbourne an einer Zahnvereiterung.

## Quelle
- Australian Dictionary of Biography - Ramaciotti, Gustave Mario